# Король черепах (мультфильм)
«Король черепах» — советский короткометражный мультфильм Цезаря Оршанского по мотивам сказки доктора Сьюза.

## Сюжет
Экранизация по мотивам сказки доктора Сьюза.

## Съёмочная группа
- автор сценария — Ирина Антропова
- кинорежиссёр — Цезарь Оршанский
- художник-постановщик — Людмила Середа
- кинооператор — Александр Мухин
- звукооператор — Владимир Щиголь
- художник-мультипликатор — Адольф Педан
- художники-живописцы: Е. Перекладова, А. Лапа
- ассистенты: Елена Дёмкина, Олег Боженок
- монтаж — Юны Сребницкой
- редактор — Евгений Назаренко
- директор съёмочной группы — Иван Мазепа

## Видеоиздания
В 2006 году вошёл в мультсборник «А вы, друзья, как ни садитесь» на DVD (дистрибьютор DVD Classic).